# Ghillány Imre
Ghillányi Imre, báró (Frics, 1860. július 28. – Sashalom, 1922. szeptember 23.) magyar politikus, országgyűlési képviselő, földművelésügyi miniszter.

## Életpályája
Középiskoláit Eperjesen és Budapesten végezte el. Budapesten jogot tanult. 1882-ben sárospataki birtokának kezelője lett. 1903–1905 között Sáros vármegye főispánja volt. 1905-ben lemondott. 1910-ben Nemzeti Munkapárti programmal Eperjes országgyűlési képviselőjévé választották. A Nemzeti Munkapárt egyik alelnöke volt. 1912-ben a király valóságos belső, titkos tanácsossá nevezte ki. A Tisza-kormányban 1913. június 10-től 1917. június 15-ig a Második Tisza István-kormány földművelésügyi minisztere volt.
Az első világháború után az elsők között volt, akik beléptek a gróf Bethlen István által alakított Egységes Pártba. A Magyar Általános Hitelbank igazgatósági tagja volt. Főrendiházi tag volt.

## Családja
Szülei: Ghillány József és Rholl Vilma voltak. 1887. szeptember 28-án, Kassán házasságot kötött Probstner Zsófiával (1853–1954). Öt gyermekük született: Sándor (1888–1975), Zsófia (1889–1968), Imre (1890–1960), Sarolta (1891–1978) és Pirosa (1893–1986). Újratemetése után végső nyughelye Mátranovákon (a család birtokán) 2022. június 11.

## Jegyzetek

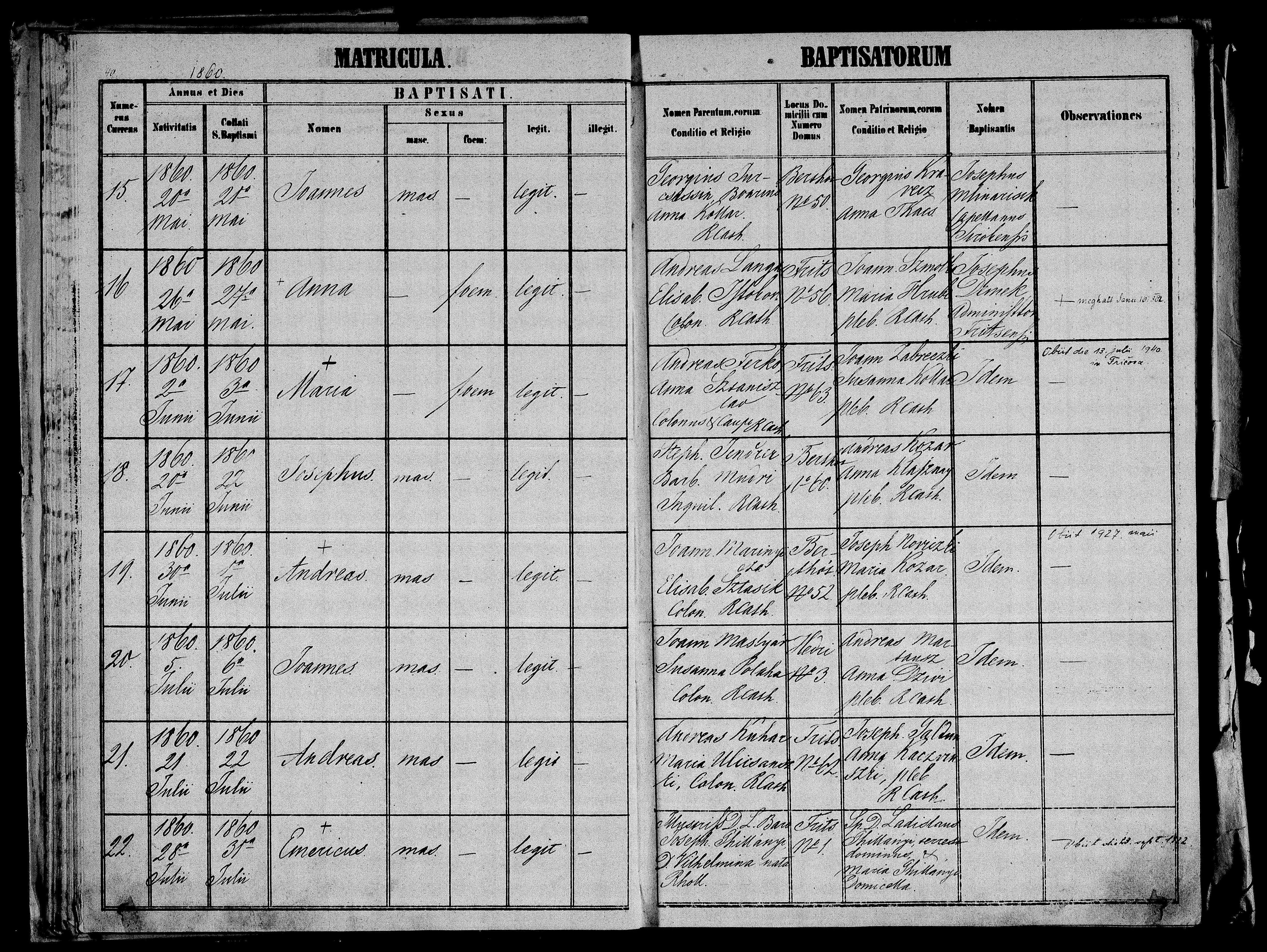
Anyakönyvi kivonat

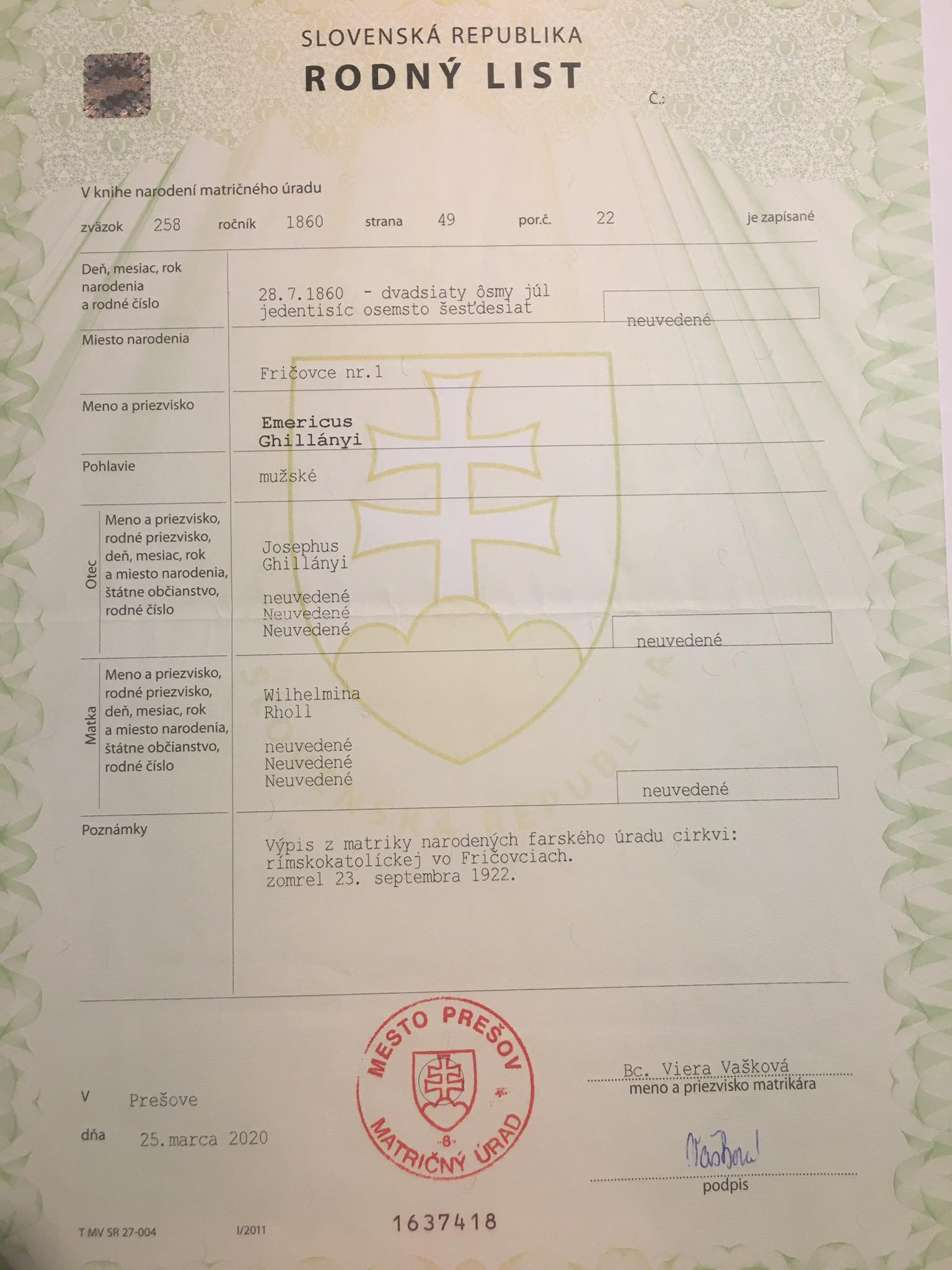
Anyakönyvi kivonat